# 동양평 나들목
동양평 나들목(E.Yangpyeong IC)은 경기도 양평군 양동면 단석리에 설치된 광주원주고속도로의 7번 교차로이다. 양동면으로 진출할 수 있으며, 인근에 중앙선 양동역이 있다. 2016년 11월 11일에 개통되었다.
2015년 12월 31일에 명칭을 동양평 나들목으로 확정했다.

## 연혁
- 2010년 3월 4일 : 나들목 신설을 위해 양평군 도시계획시설 교통광장에 양동면 단석리 일원을 고시[2]
- 2015년 12월 31일 : 명칭을 동양평 나들목으로 확정[1]
- 2016년 11월 11일 : 광주원주고속도로 개통과 함께 통행 개시[3]

## 구조물 정보
- 위치: 경기도 양평군 양동면 단석리
- 영업소: 경기도 양평군 양동면 원양1로 348

## 접속하는 노선
- 지방도 제349호선 (원양1로)
- 간접연결 : 국가지원지방도 제88호선 (원양2로와 여양3로, 단석 교차로 이용)

## 교통량 정보
| 요금소          | 통행량 (대/일) | 통행량 (대/일) | 통행량 (대/일) | 통행량 (대/일) | 각주  |
| 요금소          | 2016년         | 2017년         | 2018년         | 2019년         | 각주  |
| --------------- | -------------- | -------------- | -------------- | -------------- | ----- |
| 동양평 (폐쇄식) | 717            | 598            | 582            | 652            | [ 4 ] |